# 甘糟りり子
甘糟 りり子（あまかす りりこ、1964年4月11日 - ）は、日本の作家。神奈川県横浜市生まれ、小学校に上がる前から鎌倉市育ち。2007年より再び同市在住。独身。

## 来歴
玉川大学文学部英米文学科卒業。父は元マガジンハウス副社長の甘糟章。母親はエッセイスト・作家・野草料理家の甘糟幸子。
1983年、大学1年生時に資生堂のメーキャップブランド「サンフレア」夏のキャンペーン「め組のひと」のキャンペーンガール（め組ガールズ）を経験。大学卒業後、アパレルメーカー勤務を経て、執筆活動を始める。
『東京のレストラン』『真空管』『みちたりた痛み』などの、ファッション・グルメ・映画・車等の最新情報を盛り込んだエッセイや小説を発表。
その後、中年女性の新しい生き方や恋愛を取り上げた小説『中年前夜』や『エストロゲン』を発表。さらに、短編小説集『産む、産まない、産めない』『産まなくても、産めなくても』では、現代医療における妊娠・出産への考え方や、女性の人生観を問いかけた。。

## 主な著作
- 『最新明解 流行大百科』 アスキー、1998年1月、ISBN 4-89366-912-5
  - 『最新明解流行大百科』 光文社文庫、1998年12月、ISBN 4-334-72740-9
- 『東京のレストラン : 目的別逆引き事典』 光文社文庫、1998年4月、ISBN 4-334-72594-5
- 『甘い雨のなかで』 幻冬舎、2000年6月、ISBN 4-87728-964-X
  - 『甘い雨のなかで』 幻冬舎文庫、2005年3月、ISBN 4-344-40613-3
- 『贅沢は敵か』 新潮社、2001年4月、ISBN 4-10-444801-X
- 『みちたりた痛み』 新潮社、2002年2月、ISBN 4-10-444802-8
  - 『みちたりた痛み』 講談社文庫、2005年12月、ISBN 4-06-275261-1
- 『わがまま始末書』 角川書店、2002年11月、ISBN 4-04-883797-4
  - 『思春期ブス』 集英社文庫、2008年4月、ISBN 978-4-08-746289-0 ※『わがまま始末書』の増訂版
- 『真空管』 文藝春秋、2003年7月、ISBN 4-16-322020-8
  - 『真空管』 文春文庫、2008年11月、ISBN 978-4-16-775317-7
- 『フリッパント ライフ』 講談社、2004年5月、ISBN 4-06-212445-9
- 『女はこうしてつくられる』 筑摩書房、2005年4月、ISBN 4-480-81472-8
- 『麻布狸穴 午前二時』 講談社、2005年7月、ISBN 4-06-213030-0
- 『肉体派』 角川書店、2005年10月、ISBN 4-04-873638-8
- 『モーテル0467鎌倉物語』 マガジンハウス、2006年7月、ISBN 4-8387-1699-0
  - 『モーテル0467鎌倉物語』 小学館文庫、2011年8月、ISBN 978-4-09-408637-9
- 『42歳の42.195km : ロード トゥ ロンドン』 幻冬舎、2006年8月、ISBN 4-344-01212-7
  - 『マラソン・ウーマン』 幻冬舎文庫、2010年2月、ISBN 978-4-344-41423-5 ※『42歳の42.195km』の改題
- 『ホテルジョグノート : シャンパーニュとスパとランニングシューズ』 講談社、2006年9月、ISBN 4-06-213609-0
- 『中年前夜』 小学館、2007年5月、ISBN 978-4-09-396503-3
  - 『中年前夜』 小学館文庫、2010年12月、ISBN 978-4-09-408571-6
- 『ミ・キュイ』 文藝春秋、2008年2月、ISBN 978-4-16-326630-5
- 『長い失恋 : ホテル・ラブストーリーズ』 講談社　2008年5月、ISBN 978-4-06-214733-0
  - 『長い失恋』 講談社文庫、2011年5月、ISBN 978-4-06-276987-7
- 『穴のあいたバケツ』 毎日新聞社、2010年2月、ISBN 978-4-620-31953-7
- 『オーダーメイド』 幻冬舎、2011年10月、ISBN 978-4-344-02068-9
- 『逢えない夜を、数えてみても』 河出書房新社、2013年11月、ISBN 978-4-309-02234-5
- 『エストロゲン = Estrogen』 小学館、2013年8月、ISBN 978-4-09-386361-2
  - 『エストロゲン』 小学館文庫、2016年9月、ISBN 978-4-09-406336-3
- 『産む、産まない、産めない』 講談社、2014年7月、ISBN 978-4-06-215431-4
  - 『産む、産まない、産めない』 講談社文庫、2017年2月、ISBN 978-4-06-293594-4
- 『産まなくても、産めなくても』 講談社、2017年2月、ISBN 978-4-06-220475-0
  - 『産まなくても、産めなくても』 講談社文庫、2019年7月、ISBN 978-4-06-516497-6
- 『鎌倉の家』 河出書房新社、2018年9月、ISBN 978-4-309-02728-9
- 『鎌倉だから、おいしい。』 集英社、2020年4月、ISBN 978-4-08-788037-3
- 『バブル、盆に返らず』 光文社、2021年6月、ISBN 978-4-334-95253-2